# Пратап Сингх (Идар)
Генерал-лейтенант сэр Пратап Сингх (21 октября 1845 — 4 сентября 1922) — махараджа княжества Идар в Гуджарате (1902—1911), офицер британской индийской армии, администратор и регент Джодхпура и наследник Ахмеднагара (позже переименованного в Химматнагар).

## Ранняя жизнь
Родился 21 октября 1845 года в раджпутской семье. Третий сын Тахта Сингха (1819—1873), махараджи Джодхпура (1843—1873), и его первой жены, Гулаб Кунварджи Маджи. Он получил частное образование, и мало что известно о его ранней жизни. Он получил административную подготовку под руководством Махараджи Рам Сингха из Джайпура
.

## Администратор и регент
После смерти своего отца в 1873 году его старший брат Махараджа Джасвант Сингх унаследовал трон Джодхпура. Махараджа Джасвант Сингх пригласил Пратапа Сингха возглавить администрацию княжества Джодхпур. С 1878 по 1895 год Сингх занимал пост главного министра Джодхпура. После смерти своего брата в 1895 году Пратап Сингх служил регентом при своем пятнадцатилетнем племяннике и наследнике трона Джодхпура Сардаре Сингхе до 1898 года, затем снова при своем внучатом племяннике Сумере Сингхе из Джодхпура с 1911 по 1918 год и, наконец, при своем втором внучатом племяннике Умайде Сингхе с 1918 года до своей смерти в 1922 году. В общей сложности Пратап Сингх служил четырём правителям Джодхпура более четырёх десятилетий.
После смерти правителя Идара в 1901 году Пратап Сингх был махараджей этого княжества с 1902 года, пока не ушёл в отставку в пользу своего приемного сына в 1911 году, чтобы вернуться в Джодхпур в качестве регента. Он часто путешествовал по Европе и был близок к королеве Великобритании Виктории и её семье, служил адъютантом короля Эдуарда VII с 1887 по 1910 год. Он был особенно близок к своему сыну, будущему королю Великобритании Георгу V.

## Солдат Британской империи

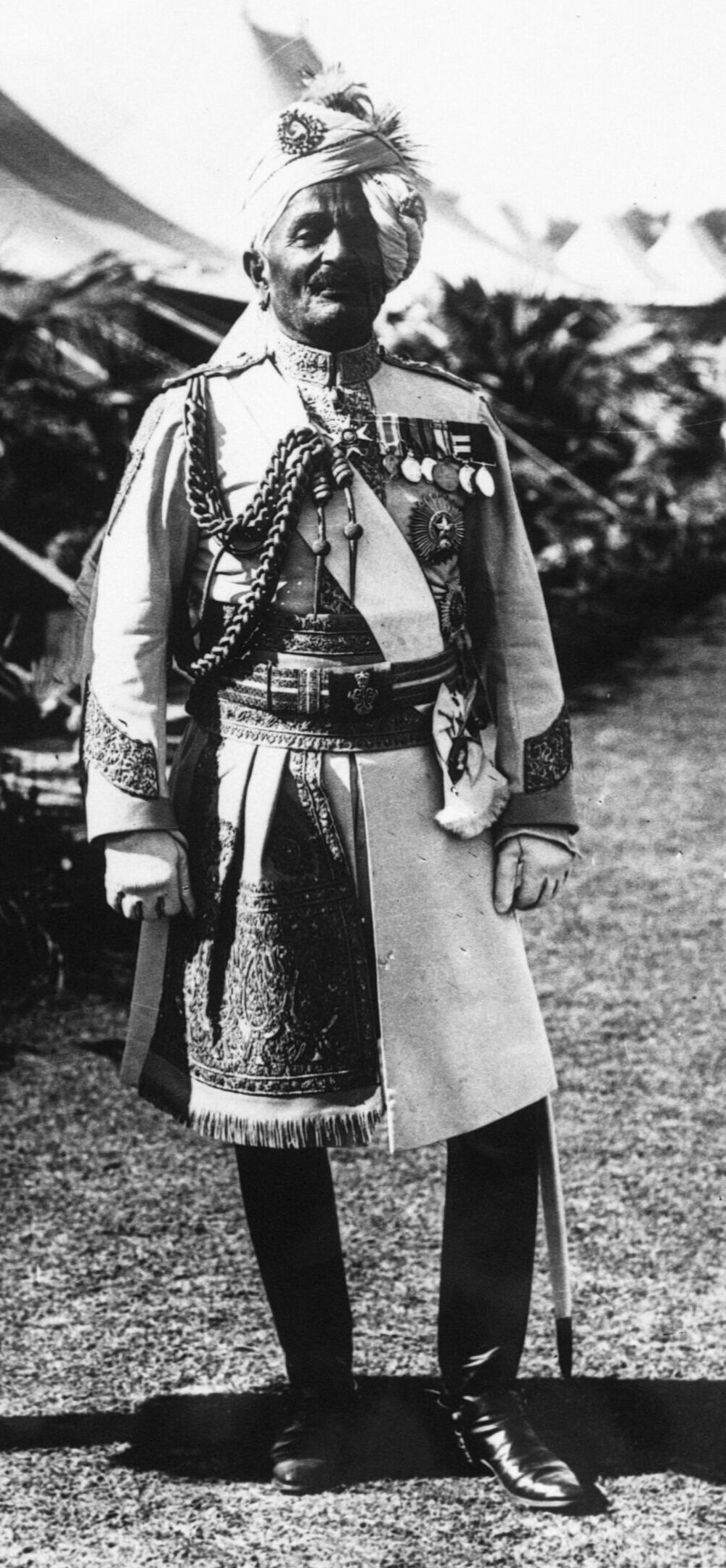
Пратап Сингх, 1914 год

Введенный в строй в Джодхпур Рисала в 1878 году, Пратап Сингх служил во время Второй афганской войны и упоминался в донесениях. В 1887 году он был произведен в подполковники, в 1897 году служил под командованием генерала Эллиса, а в 1898 году участвовал в кампании при Тирахе под командованием генерала Уильяма Локхарта, во время которой был ранен. В том же году он получил звание почетного полковника, командовал контингентом в Джодхпуре во время Боксерского восстания и был произведен в почетные рыцари-командоры ордена Бани (KCB). В конце 1901 года он принял должность почетного коменданта Императорского кадетского корпуса под командованием лорда Керзона, и был повышен до почетного звания генерал-майора 9 августа 1902 года. Даже будучи 70-летним стариком, сэр Пратап Сингх командовал своими полками во время Первой мировой войны во Франции и Фландрии с 1914 по 1915 год, а также в рамках Палестинского мандата в Хайфе и Алеппо. Он возглавлял кавалерийское подразделение Джодхпурских улан во Франции. Он был произведен в генерал-лейтенанты в 1916 году.

## Последующие годы
В 1911 году Пратап Сингх отрекся от гади (трона) Идара в пользу своего приемного сына и племянника Даулата Сингха (1875—1941). После службы в военное время и последнего пребывания на посту регента Джодхпура Сингх умер в Джодхпуре 4 сентября 1922 года.

## Награды
- Золотая медаль императрицы Индии, 1877
- Упоминается в депешах (MID) 1878 года
- Медаль Афганистана, 1878
- Золотая юбилейная медаль королевы Виктории 1887 года с бриллиантовой юбилейной планкой 1897 года
- Упоминается в депешах (MID) 1897 года
- Рыцарь — великий командор Ордена Звезды Индии (GCSI), 1897; KCSI, 1886; CSI, 1878
- Медаль Индии с застежкой, 1898
- Медаль Кайсар-и-Хинд 1-й степени, 1900
- Медаль за Китайскую войну, 1901 (он получил медаль лично от короля Эдуарда VII во время аудиенции в июне 1902 года, когда он посетил Лондон, чтобы присутствовать на коронации короля[6])
- Коронационная медаль короля Эдуарда VII, 1902, с Дели Дурбар Застежка, 1903
- Почетный комендант Императорского кадетского корпуса — 1904
- Коронационная медаль короля Георга V, 1911, с застежкой из Дели Дурбар
- Кавалер Большого Креста Королевского Викторианского ордена (GCVO), 1911
- Звезда 1914 года, 1919 год
- Британская военная медаль, 1919
- Медаль Победы союзников, 1919
- Почетный рыцарь Большого Креста ордена Бани, 1918 (KCB, 1900) (CB, 1898)
- Почетный рыцарь-командор ордена Бани (военное подразделение) — 29 ноября 1900 года — в знак признания заслуг во время недавних операций в Китае (восстание боксеров)[2]. Он был награждён лично королем Эдуардом VII во время аудиенции в июне 1902 года, когда он посетил Лондон, чтобы присутствовать на коронации короля[6].
- Великий кордон Ордена Нила в Египте, 1918 год
- Великий офицер ордена Почетного легиона, 1918
- Медаль Великой Отечественной войны в Джодхпуре, 1919
- Большой Крест ордена Звезды Румынии, 1921